# توني ماك (لاعب كرة قاعدة)
توني ماك (بالإنجليزية: Tony Mack)‏ هو لاعب كرة قاعدة أمريكي، ولد في 30 أبريل 1961 في ليكسينغتون في الولايات المتحدة.

## وصلات خارجية
- توني ماك على موقعبيزبول رفرنس.كوم (الدوري الرئيسي) (الإنجليزية)